# Ниязбеков, Сабир Билялович
Сабир Билялович Ниязбеков (каз. Сабыр Біләлұлы Ниязбеков; 2 (15) декабря 1912, аул Уткольбай, Акмолинский уезд, Акмолинская область, Российская империя — 26 августа 1989, Алма-Ата, Казахская ССР, СССР) — советский государственный и партийный деятель, Председатель Президиума Верховного Совета Казахской ССР, заместитель Председателя Президиума Верховного Совета СССР (1965—1978).

## Биография
Родился 2 (15) декабря 1912 в ауле Уткольбай Акмолинского уезда Акмолинской области Российской империи (ныне — Астраханский район Акмолинской области Казахстана). Происходит из рода кыпшак Среднего жуза.
С 1935 по 1937 гг. служил в Советской Армии. С 1938 года на партийной работе. В 1956 году окончил Высшую Партийную Школу при ЦК КПСС.
- 1945—51 гг. — секретарь Кустанайского обкома КП(б) Казахстана.
- 1951—54 гг. — второй секретарь Северо-Казахстанского обкома КП Казахстана.
- 1956—60 гг. — первый секретарь Западно-Казахстанского обкома КП Казахстана.
- 1960—61 гг. — второй секретарь Целинного крайкома КП Казахстана.
- 1961—63 гг. — первый секретарь Целиноградского обкома КП Казахстана.
- 1963—64 гг. — первый секретарь Южно-Казахстанского крайкома КП Казахстана.
- 1964—65 гг. — первый секретарь Алма-Атинского обкома КП Казахстана.

В 1965—78 гг. — Председатель Президиума Верховного Совета Казахской ССР, заместитель Председателя Президиума Верховного Совета СССР.
Член ЦК КПСС (1971—81 гг.; кандидат в члены ЦК КПСС в 1966—71 гг.). Депутат Верховного Совета СССР (1962—79 гг.).
С 1978 г. — персональный пенсионер союзного значения.
Скончался 26 августа 1989 года в г. Алма-Ате. Похоронен на Кенсайском кладбище.

## Награды и звания
Награждён тремя орденами Ленина, двумя Трудового Красного Знамени и пятью медалями.

## Награды
Награждён орденом Ленина и двумя другими орденами.